# روتنفلو
روتنفلو (به لاتین: Rotenfluh) یک کوه در سوئیس است که در کانتون اشووتس واقع شده‌است. روتنفلو ۱٬۵۷۱ متر بالاتر از سطح دریا واقع شده‌است.